# Óscar Perea
Óscar Perea (Pereira; 27 de septiembre de 2005) es un futbolista colombiano que juega como delantero en el Racing Club de Estrasburgo Alsacia de la ligue 1 de Francia

## Trayectoria de la vida
En 2018, entró a las inferiores del club La Cantera. Sus actuaciones en la Liga de Fútbol de Risaralda, le dieron la posibilidad de probarse en el Atlético Nacional, club donde fichó en 2020 para formar parte de sus inferiores.
Debutó con el primer equipo del club el 15 de mayo de 2022 en la derrota por 1-0 frente a La Equidad.
En julio de 2024 fue vendido en 5,5 millones de euros al Racing Club de Estrasburgo de Francia.

## Clubes
Actualizado al último partido disputado el 6 de diciembre de 2023.
| Club                         | Div.          | Temporada     | Liga  | Liga  | Liga   | Copas | Copas | Copas  | Internacional | Internacional | Internacional | Total | Total | Total  |
| Club                         | Div.          | Temporada     | Part. | Goles | Asist. | Part. | Goles | Asist. | Part.         | Goles         | Asist.        | Part. | Goles | Asist. |
| ---------------------------- | ------------- | ------------- | ----- | ----- | ------ | ----- | ----- | ------ | ------------- | ------------- | ------------- | ----- | ----- | ------ |
| Atlético Nacional · Colombia | 1.ª           | 2022          | 1     | 0     | 0      | -     | -     | -      | -             | -             | -             | 1     | 0     | 0      |
| Atlético Nacional · Colombia | 1.ª           | 2023          | 35    | 5     | 0      | 6     | 2     | 0      | 3             | 0             | 2             | 43    | 7     | 2      |
| Atlético Nacional · Colombia | Total club    | Total club    | 36    | 5     | 0      | 6     | 2     | 0      | 3             | 0             | 2             | 44    | 7     | 2      |
| Total carrera                | Total carrera | Total carrera | 36    | 5     | 0      | 6     | 2     | 0      | 3             | 0             | 2             | 44    | 7     | 2      |

## Palmarés

### Títulos nacionales
| Título                | Club              | País     | Año    |
| --------------------- | ----------------- | -------- | ------ |
| Categoría Primera A   | Atlético Nacional | Colombia | 2022-I |
| Superliga de Colombia | Atlético Nacional | Colombia | 2023   |
| Copa Colombia         | Atlético Nacional | Colombia | 2023   |

## Vida personal
Nacido en La Virginia, Risaralda, su padre falleció a meses de su nacimiento, así fue como Perea se mudó con su madre a Santa Cecilia.